# 陳正雄 (政治人物)
陳正雄（1937年—2008年7月17日），臺灣政治人物，1972年出任基隆市市長。後來出任臺灣省政府委員以及臺灣省政府民政廳長。期間以臺灣省政府委員身份代理臺中市市長、新竹市市長以及花蓮縣縣長。2000年中華民國總統選舉時支持宋楚瑜。親民黨成立後出任花蓮服務處處長。陳正雄離開政壇後往返台灣以及中國大陸之間從事食品業生意。2008年，陳正雄因心肌梗塞、糖尿病、直腸病變等原因去世。